# Chimichurri
Chimichurri (ang. chimichurri) – tradycyjny sos kuchni argentyńskiej i urugwajskiej, będący najpowszechniejszą przyprawą do mięsa, zwłaszcza do argentyńskiej wołowiny przygotowywanej na grillu (asado). Chimichurri jest szeroko rozpowszechniony w krajach Ameryki Łacińskiej i zdobył międzynarodowe uznanie kulinarne dzięki intensywnemu profilowi smakowemu i uniwersalności zastosowań. 
Stanowi mieszankę na bazie oleju, octu winnego lub jabłkowego, czosnku, świeżej pietruszki i papryki chili (w klasycznej wersji argentyńskiej może być nieobecna). Do sosu dodaje się również inne składniki, takie jak oregano, tymianek, liść laurowy, papryka, musztarda w proszku oraz szczypiorek. Stałe składniki uciera się w moździerzu, po czym miesza z olejem i octem w formie emulsji i pozostawia do maceracji na kilka dni.
Wyróżnia się dwie główne odmiany chimichurri:
- Zielone chimichurri (chimichurri verde) – z przewagą pietruszki, często z dodatkiem bazylii lub świeżej kolendry
- Czerwone chimichurri (chimichurri rojo) – zawiera pastę pomidorową lub paprykę słodką

## Pochodzenie
Pochodzenie chimichurri pozostaje przedmiotem dyskusji. Możliwe, że sos był znany jeszcze przed przybyciem Hiszpanów do Ameryki Południowej. Podobne sosy występują w całym regionie Andów, np. wenezuelska mojo, peruwiańska salsa, boliwijska llajwa, chilijska pebre i inne. Wszystkie zawierają podobne podstawowe składniki, głównie paprykę chili i cebulę. Pozostałe, takie jak czosnek czy olej, zostały przywiezione przez Hiszpanów. Najprawdopodobniej więc chimichurri, podobnie jak inne zbliżone sosy, jest rezultatem syntezy kultur hiszpańskiej i rdzennych.